# Cladochoristidae
 Cladochoristidae (лат.) — семейство вымерших насекомых из отряда ручейников. Жили в пермском и триасовом периодах (254—205 млн лет) в Австралии, Кыргызстане, России, Южной Африке. В 2010 году впервые описаны из мела (Бурятия). Мелкие крылатые насекомые, длина переднего крыла 5—10 мм. У самок втяжные сегменты брюшка образуют телескопический яйцеклад.

## Систематика
Первые представители семейства были описаны в 1926 году энтомологом Робертом Тилльярдом как представители скорпионниц. Систематическое положение семейства дискутируется. Cladochoristidae в разное время включали в состав разных таксонов: Mecoptera (Tillyard, 1926), Ручейники (Riek, 1953, 1955), Amphiesmenoptera (Willmann, 1978; Minet et al., 2010), Protomeropina.
В 2022 году Майкл Энджел предложил свою классификацию, в которой выделил семейство в отдельный отряд †Cladochoroptera Engel, 2022 в составе Amphiesmenoptera, расположив его на филогенетическом дереве между †Protomeroptera Engel, 2022 (†Protomeropidae и другие), †Permotrichoptera Martynova (†Microptysmatidae и другие) с одной стороны и перед †Eocoronoptera Engel, 2022 (†Eocoronidae), †Necrotrichoptera Engel, 2022 (†Necrotauliidae), †Tarachoptera Mey et al. и Trichoptera. Характеризуя Cladochoroptera, Энджел отметил, что у него переднее крыло с настоящей двойной петлей в сочетании с многочисленными поперечными бороздками c-sc (минимум четыре); крылья без покровных волосков.
- †Cladochorisа Tillyard, 1926
  - †Cladochorista belmontensis Tillyard, 1926
  - †Cladochorista issadica Sukatsheva and Aristov, 2013[9]
  - †Cladochorista multivenosa  Sukatsheva, 1973[11]
  - †Cladochorista curta Sukatsheva et Sinitshenkova, 2023[1]
- †Cladochoristella Riek, 1955[4]
  - †Cladochoristella bryani Riek, 1955
  - †Cladochoristella ryzhkovae Sukatsheva and Aristov, 2013[9]
  - †Cladochoristella sola Sukatsheva et Sinitshenkova, 2023[1]
- †Meloclada Melnitsky & Ivanov, 2020[12]
  - †Meloclada diuturna Melnitsky & Ivanov, 2020
  - †Meloclada frequentatoria Melnitsky & Ivanov, 2020